# 印度叫姑魚
印度叫姑魚為輻鰭魚綱鱸形目鱸亞目石首魚科的其中一種，分布西印度洋的斯里蘭卡及印度東南部海域，體長可達16公分，棲息在沿海海域，可做為食用魚。